# 国民议会 (贝宁)
贝宁国民议会（英語：National Assembly）是贝宁的国家立法机关，它是一院制，即它是贝宁的唯一国家级立法机构。
议员由直接选举产生，通过名单比例代表制系统选举，任期为四年。
本届议会于2019年4月28日选举产生，共有83名议员。

## 外部連結
- 官方网站 （法文）